# Guerra franca (420-421)
La guerra franca de los años 420 y 421 fue un conflicto bélico ocurrido en el Imperio romano de Occidente. Enfrentó a los francos contra un ejército imperial dirigido por Castino.

## Antecedentes
Los francos habían actuado como aliados del Imperio romano desde los acuerdos que Valentiniano llegó con ellos durante su gobierno. Estos fueron mantenidos y renovados de manera sistemática por sus sucesores hasta bien entrado el gobierno de Honorio y merced a ellos, soldados de este pueblo ingresaron en el ejército imperial lo que posibilitó que varios militares francos hicieran carreras importantes dentro de él. Durante la guerra civil que enfrentó —entre 406 y 411— a Constantino de Britania contra Honorio y la posterior protagonizada —entre 411 y 413— por Jovino, se alinearon en el bando de estos al ser la autoridad romana más cercana a ellos lo que tuvo que dañar la buena relación que había existido con el gobierno de Rávena en las décadas anteriores. La represión que llevaron a cabo los militares de Honorio tras acabar con Jovino, en la que ejecutaron al rey franco Teodomiro y a su madre Ascila, no hizo sino empeorarla y llevó a que los francos tomasen y saqueasen la ciudad de Augusta Treverorum (Tréveris) como venganza. Tras la finalización de la guerra contra los visigodos en 416, Flavio Constancio reorganizó la Galia y restauró la frontera con los francos en el Rin de tal manera que los puntos de desembarco romanos en la orilla derecha del río frente a Germania Primera volvieron a estar controlados por el Imperio.

## Desarrollo
A pesar de la restauración de la frontera conseguida en 416, el traspaso de unidades fronterizas limitanei al ejército de campo para suplir las bajas sufridas durante las guerras anteriores, tuvo que reducir significativamente la cantidad de militares romanos junto al Rin. Esto fue aprovechado por los francos y en el año 419, volvieron a atravesar el Rin medio tal y como habían hecho seis años antes, en el 413. Saquearon las poblaciones cerca del río y se dirigieron a Augusta Treverorum que pusieron bajo asedio.
Cuando las noticias llegaron al gobierno imperial en Rávena se organizó un ejército y se puso al mando del comes domesticorum quien, en ese momento, era Castino. Este atravesó los Alpes en 420 y se dirigió hacia el norte de la Galia para liberar la ciudad y hacer frente a los francos aunque no pudo llegar a tiempo ya que, mientras tanto, estos habían conseguido entrar en ella y saquearla. De una manera u otra, las tropas imperiales consiguieron recuperar la ciudad y expulsar a los invasores a los que persiguieron hasta que sus supervivientes volvieron a atravesar el río para llegar a su territorio. No pudieron, sin embargo, continuar con su campaña en territorio franco ya que el gobierno de Rávena necesitaba las tropas: el rechazo por Teodosio II de la elevación a coemperador de Flavio Constancio llevó a que éste planease una campaña contra el Imperio oriental; además, los vándalos habían comenzado a saquear la provincia de Bética y era necesario enviar un ejército allí para pararlos. Castino volvió rápido con sus tropas a Rávena donde llegó en 421 o a inicios de 422.

## Consecuencias y acontecimientos posteriores
La campaña de Castino tuvo que ser brillante ya que le valió el ascenso al cargo de magister militum y quedó como comandante supremo del ejército. La muerte de Flavio Constancio en septiembre de 421, por su parte, hizo cancelar la campaña contra el Imperio oriental y las tropas se enviaron a Hispania al mando de Castino para hacer frente a los vándalos.
La presencia militar romana en el Rin no se reforzó significativamente lo que permitió que, pocos años más tarde, en 424 o 425 y aprovechando otra nueva guerra civil romana, los francos volviesen a cruzar el río y se hiciesen con el control de la provincia de Germania Secunda.